# Abgrabungsgewässer am Zieroth
Koordinaten: 51° 37′ 54″ N, 6° 53′ 23″ O
Das Naturschutzgebiet Abgrabungsgewässer am Zieroth liegt auf dem Gebiet der kreisfreien Stadt Bottrop in Nordrhein-Westfalen. 
Das Gebiet erstreckt sich nordwestlich der Kernstadt von Bottrop und nordwestlich des Bottroper Stadtteils Hardinghausen im Stadtbezirk Kirchhellen. Östlich des Gebietes verläuft die Landesstraße L 104 und südöstlich die L 621.
Westlich erstreckt sich das etwa 97,5 ha große Naturschutzgebiet (NSG) Torfvenn, Rehrbach (BOT) (BOT-006), nordwestlich – im Kreis Wesel – das etwa 266,3 ha große NSG Torfvenn/Rehrbach (WES-048), nordöstlich – auf dem Gebiet der Stadt Dorsten im  Kreis Recklinghausen – das etwa 78,1 ha große NSG Postwegmoore (RE-008) und südlich das etwa 17,3 ha große NSG Feuchtbiotopkomplex Dinslakener Straße (BOT-010).

## Bedeutung
Das etwa 26,8 ha große Gebiet wurde im Jahr 2015 unter der Schlüsselnummer BOT-009 unter Naturschutz gestellt. Schutzziele sind 
- die Erhaltung und die weitere Ruhigstellung der Abgrabungsgewässer sowie
- die Erhaltung und die Entwicklung von Sandheiden durch ein Beweidungskonzept als Lebensräume seltener und gefährdeter Tier- und Pflanzenarten.[3]